# Diacamma ceylonense
Diacamma ceylonense é uma espécie de formiga do gênero Diacamma, pertencente à subfamília Ponerinae.